# Augustin Bey
Augustin Bey (6 de junio de 1995) es un deportista de Francia que compite en atletismo. Ganó una medalla de bronce en el Campeonato Europeo de Atletismo por Equipos de 2021, en la prueba de salto de longitud.